# Bandiera di Lord Howe Island
La bandiera dell'isola di Lord Howe è stata disegnata nel 1998 da John Vaughan, un vessillologo di Sydney, e dallo stesso anno è utilizzata non ufficialmente in tutta l'isola.
È composta da una combinazione della croce di San Giorgio con la croce di Sant'Andrea, alludendo alla Union Flag pre-1801. Al centro della bandiera un cerchio giallo rappresenta il sole e al suo interno è raffigurata l'isola.